# Mosquée des Cèdres
La mosquée des Cèdres est un édifice religieux musulman français situé dans le Vallon de Malpassé à Marseille. 
Elle a été inaugurée le 11 avril 2019 en présence de Jean-Claude Gaudin, Martine Vassal et Michel Pezet.

## Dénomination
Le terme Iqra signifie « lis ! », injonctif du verbe lire, tel était le premier mot révélé au prophète de l'islam Mahomet.

## Situation
La mosquée s'élève au numéro 31 de la rue Marathon, dans le quartier des Cèdres, dans le 13e arrondissement de Marseille.

## Histoire
L'association de la Mosquée des Cèdres a été créée en 1984[réf. nécessaire]. À l'origine, c'est une association culturelle qui sert l'intérêt de la communauté maghrebo-musulmane de la cité.

## Architecture
L'architecture du bâtiment est de style contemporain. Ce projet est l'œuvre de l'architecte DPLG Fawzi Chaoui-Boudghène.
L'édifice ne comporte pas de minaret. Sur la façade, un moucharabieh calligraphié en langue arabe représente l'appel à la prière.
Le bâtiment se compose de quatre niveaux, le rez-de-chaussée et le premier étage sont consacrés aux activités culturelles. On y trouve trois salles de cours (arabe, soutien scolaire, insertion sociale), une bibliothèque, un pôle média et une grande salle de conférence donnant sur l’extérieur (terrasse + jardin).
Les niveaux supérieurs abritent respectivement deux espaces de prière pour homme et pour femme. 
La Mosquée des Cèdres peut accueillir 1 000 personnes. Équipée d'un ascenseur, elle dispose de deux salles d'ablutions ainsi que d'un accès aux personnes à mobilité réduite.